# Italiaans
Het Italiaans (italiano) maakt deel uit van de Romaanse taalgroep. Het Italiaans wordt, in verschillende dialecten, gesproken door ongeveer 59 miljoen mensen in Italië en ongeveer 68 miljoen mensen wereldwijd. De huidige Italiaanse standaardtaal is direct gebaseerd op het Florentijns, het dialect van Florence. Sommige Italiaanse dialecten verschillen sterk van het standaarditaliaans. Het aantal sprekers van het standaard Italiaans in Italië bedraagt ongeveer 30 miljoen.

## Geschiedenis
Na de Romeinse tijd, waarin het Latijn de facto de officiële taal van het Italiaanse schiereiland was, werden in wat nu Italië is verschillende dialecten van het vulgair Latijn gesproken. Deze volkse variant van het klassiek Latijn evolueerde in de loop der eeuwen steeds verder. Het dialect dat in de 14e eeuw gesproken werd in Toscane (de streek in en rondom Florence) en dan in het bijzonder in Florence vormde vervolgens de basis voor het officiële Italiaans. Uit deze tijd stammen de werken van de beroemde Florentijnse dichter Dante Alighieri, maar ook die van medepoëten Petrarca en Boccaccio. Deze drie kunnen als grondleggers van de Italiaanse literatuur beschouwd worden.

## Taal en dialecten

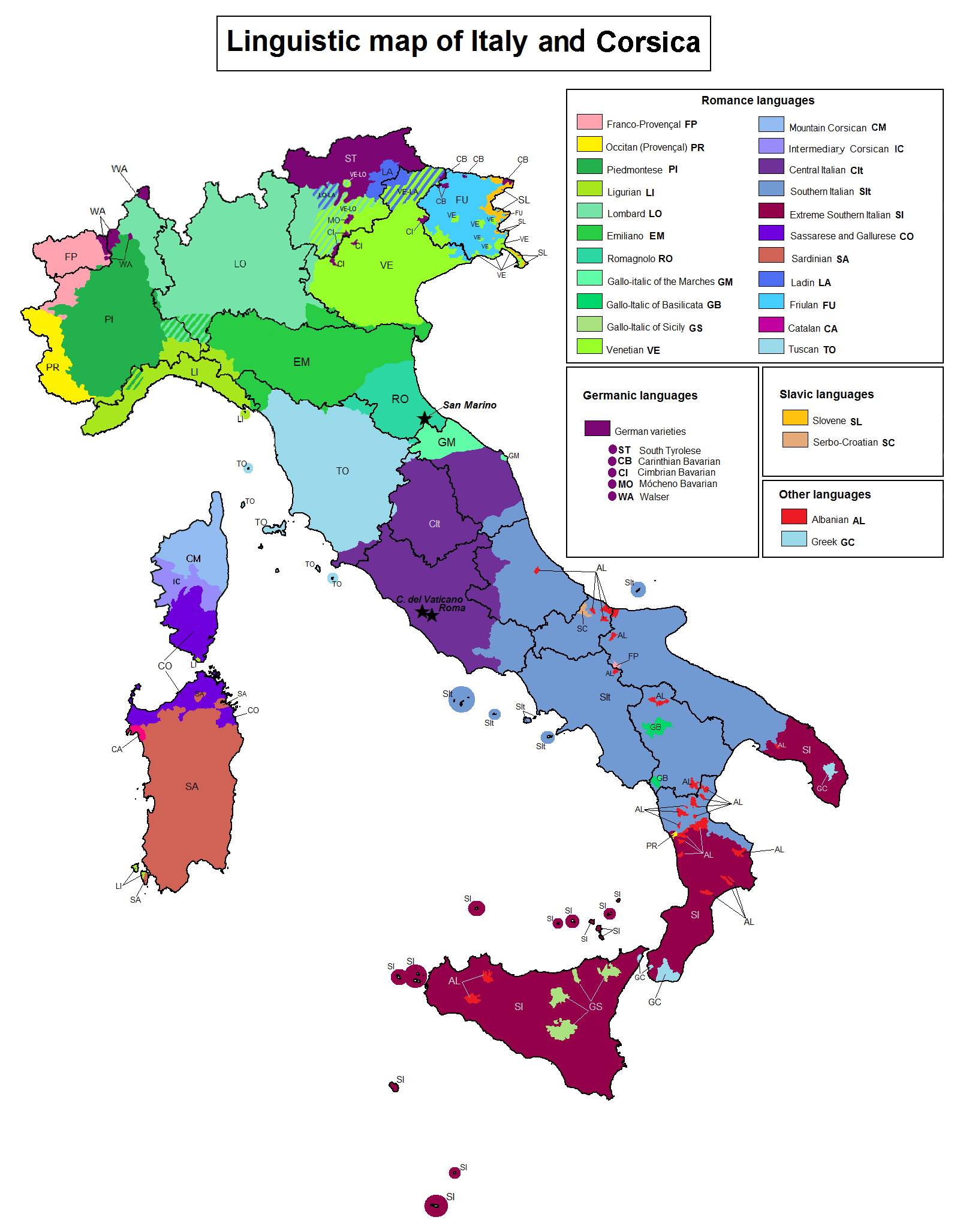
Het Italiaanse taallandschap
Talen en dialecten in Italië

De verscheidene dialecten die in Italië gesproken worden verschillen zeer sterk van het Standaard Italiaans. Voor de komst van de massamedia zoals radio en televisie spraken zeer veel mensen alleen hun eigen, plaatselijke dialect en door de onderlinge verscheidenheid van de dialecten was het voor Italianen onderling moeilijk elkaar te begrijpen.
Op delen van Sardinië worden dialecten gesproken die nauw aan de dialecten op het Italiaanse vasteland verwant zijn, maar om culturele redenen vaak beschouwd worden als op zichzelf staande talen. De meer authentieke dialecten van Sardinië, zoals het Logudorees, kunnen in elk geval als een aparte taal worden beschouwd.
Voorbeelden van dialecten of talen zijn Romanesco (taal van Rome), Lumbaart (Lombardisch), Napulitano (Napolitaans), Siculu (Siciliaans), Liguru (Ligurisch), Sardu (Sardijns), Piemonteis (Piemontees), Veneto (Venetiaans), Mudnes (Modenees), Bulgnais (Bolognees), Furlan (Friulisch).

## Schrift
Het Italiaans wordt geschreven in het Latijnse alfabet. Het wordt naar fonetisch principe geschreven. Wie de uitspraakregels kent, zal geen moeite hebben een geschreven woord uit te spreken en andersom. Ook worden in het Italiaans alle syllaben van een woord uitgesproken. Het Italiaanse alfabet bestaat uit 21 letters. De J, K, W, X en Y ontbreken, hoewel deze wel in leenwoorden uit bv. Grieks en Engels kunnen voorkomen. Italiaanse woorden eindigen bijna altijd op een klinker.

## Italiaanstalige landen

Verspreiding van het Italiaans

In tegenstelling tot andere Romaanse talen, zoals het Frans, Spaans en Portugees, kent het Italiaans geen wereldwijde verspreiding, voornamelijk omdat het Italiaanse koloniale rijk pas laat tot stand kwam vanwege de late eenwording van Italië in 1861; na de Tweede Wereldoorlog raakte het de weinige koloniale bezittingen alweer kwijt. In de 15e en 16e eeuw, in de tijd van de grote ontdekkingen door zeevarende Europese mogendheden, was het Italiaanse schiereiland verregaand verdeeld en een twistappel van Spanje, Frankrijk en het Duitse Rijk.

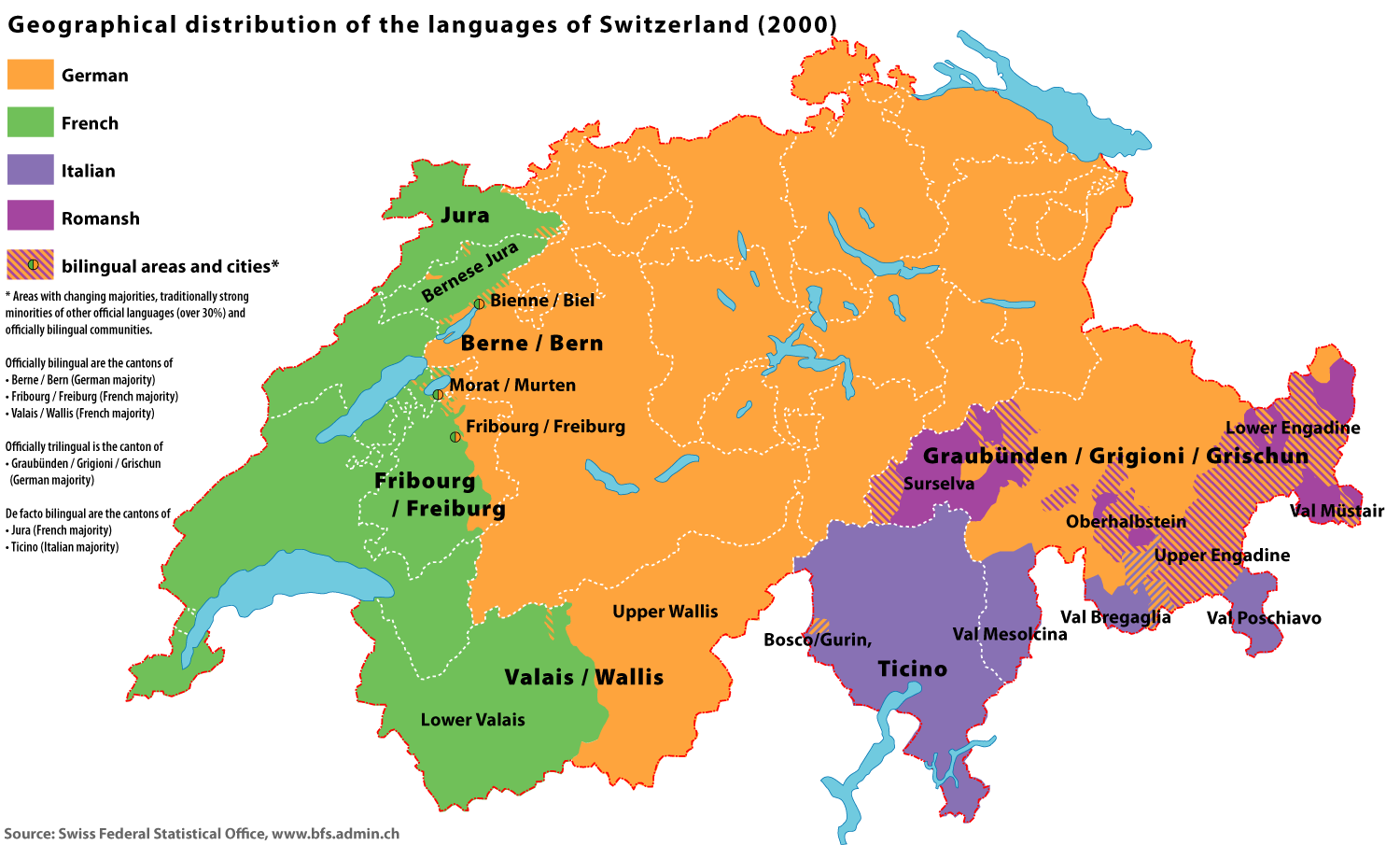
Het Italiaanse taallandschap
Taalgebieden in Zwitserland (2000)

Het Italiaans is de officiële taal in:
- Italië
- Zwitserland: in Ticino en een klein deel van Graubünden (Grigioni in het Italiaans)
- San Marino
- Vaticaanstad

Het Italiaans is een erkende minderheidstaal in:
- Slovenië
- Kroatië

Het Italiaans wordt ook gesproken in de volgende buurlanden van Italië:
- Frankrijk (Nice/Menton en Corsica)
- Monaco
- Malta, waar het tot 1934 de officiële taal was

Vanwege de koloniale banden is er ook een klein aantal Italiaanstaligen in:
- Libië
- Somalië
- Ethiopië
- Eritrea
- Albanië
- Dodekanesos (Griekenland)

Het Italiaans is ook een zeer belangrijke taal onder immigranten in veel verschillende landen, vooral de Verenigde Staten, Australië, België, Canada, Duitsland en Argentinië.

## Grammatica

### Geslachten
Het Italiaans kent twee geslachten: mannelijk en vrouwelijk. Zelfstandige naamwoorden die in het enkelvoud op een -o eindigen, zijn vrijwel altijd mannelijk, zelfstandige naamwoorden die in het enkelvoud op een -a eindigen, zijn vrijwel altijd vrouwelijk. Zelfstandige naamwoorden die in het enkelvoud op een -e eindigen, zijn mannelijk of vrouwelijk.

### Meervoud
De meervoudsvorming is in het Italiaans zeer eenvoudig. Zelfstandige naamwoorden eindigen in het enkelvoud vrijwel altijd op een -o, -a of -e. Eindigt het woord op een -o of -e dan wordt het in het meervoud -i, bijvoorbeeld bij letto - letti (bed - bedden). Eindigt een woord op een -a, dan wordt het in het meervoud -e, bijvoorbeeld bij chiesa - chiese (kerk - kerken). Veel leenwoorden, woorden die eindigen op een -i (crisi), medeklinker (film), woorden die afgeleid zijn van een oorspronkelijk langere vorm (foto van fotografia) en woorden met een accent op de laatste lettergreep (tabù) veranderen in het meervoud niet. Enkele onregelmatige meervoudsvormen, zoals il braccio - le braccia (de arm - de armen), vinden hun oorsprong in het uit de taal verdwenen Latijnse neutrum.

### Lidwoorden
Het bepaald lidwoord heeft zeven verschillende vormen:
| geslacht   | bij substantieven die beginnen met                | enkelvoud | meervoud |
| ---------- | ------------------------------------------------- | --------- | -------- |
| mannelijk  | z, s + medeklinker, x, gn, ps, pn, y, i + klinker | lo        | gli      |
| mannelijk  | een klinker, h                                    | l'        | gli      |
| mannelijk  | alle andere gevallen                              | il        | i        |
| vrouwelijk | een klinker, h                                    | l'        | le       |
| vrouwelijk | alle andere gevallen                              | la        | le       |

Dus: voor een klinker of h is het lidwoord altijd l' in het enkelvoud. Een vrouwelijk woord in het meervoud heeft altijd het lidwoord le. Bij mannelijke woorden die beginnen met een klinker, h, z, s + medeklinker, x, ps, pn, y, i + klinker, is het lidwoord in het meervoud gli.
Het onbepaald lidwoord heeft vier verschillende vormen:
| geslacht   | bij substantieven die beginnen met                                                 | enkelvoud |
| ---------- | ---------------------------------------------------------------------------------- | --------- |
| mannelijk  | z, s + medeklinker, x, gn, ps, pn, y, i + klinker                                  | uno       |
| mannelijk  | een klinker, h en alle andere medeklinkers dan de hierboven opgesomde medeklinkers | un        |
| vrouwelijk | een klinker, h                                                                     | un'       |
| vrouwelijk | alle andere gevallen                                                               | una       |

Voor het meervoud bestaat er geen onbepaald lidwoord.

## Enkele Italiaanse leenwoorden in het Nederlands

### Eten en drinken
- Cappuccino
- Carpaccio
- Espresso
- Lasagne
- Macaroni
- Mozzarella
- Panna cotta
- Pasta
- Penne
- Pizza
- Ravioli
- Spaghetti en spaghetti bolognese
- Stracciatella
- Tiramisu
- Tortellini

### Financieel
- Bank
- Bankroet: van banca (bank) en rotta (gebroken)
- Credit en crediteur
- Debet en debiteur
- Kapitaal
- Kassa
- Krediet
- Saldo

Deze woorden zijn in de 14e en 15e eeuw met de Italiaanse boekhoudmethoden meegekomen.

### Muziek
Italiaans is ook de taal van de muziek; veel muziektermen zijn dan ook uit het Italiaans afkomstig:
- A capella
- Accelerando
- Adagio
- Allargando
- Allegretto en allegro
- Andante
- Cantabile
- Capriccio
- Cello
- Coda
- Da capo
- Forte
- Fortepiano (= de term) of sforzatopiano en fortepiano (= het instrument) of pianoforte
- Legato
- Lento
- Libretto
- Piano (= de term) en piano (= het instrument)
- Portato
- Presto
- Quasi
- Rallentando
- Ritardando en ritenuto
- (S)forzando
- Sonate
- Sostenuto
- Staccato
- Tempo
- Viola da gamba

### Overige
- Ballerina
- Basta (genoeg of voldoende)
- Casino
- Ciao (Italiaanse groet)
- Colli
- Fiasco (mislukking of sof)
- Fresco
- Inferno
- Maffia (Mafia in het Italiaans, zonder een dubbele "f")
- Prima (letterlijk betekent het eerste), prima donna en prima ballerina
- Quasi (bijna, haast, ongeveer of zo goed als)
- Salto

Talen: Algherees · Arbëresh · Arpitaans · Duits · Emiliaans · Frans · Friulisch · Gallurese · Griko · Italiaans · Ladinisch · Ligurisch · Napolitaans · Ouddalmatisch · Piëmontees · Romagnools · Sardijns · Siciliaans · Sloveens · Valdostaans · Venetiaans